# Ледени хотел (Јукасјерви)
Ледени хотел (шве. Ishotellet) је туристички објекат који је у целости направљен од леда и као такав једна је од највећих туристичких атракција северне Европе. Уједно је и највећи хотел од леда на свету. Простире се на преко 5 000 m². Налази се у селу Јукасјерви (шве. Jukkasjärvi) које је 17 километара удаљено од града Кируне, у северном делу Шведске. Убраја се у Седам шведских чуда. Хотел је по први пут саграђен 1990. године и тада је био једини хотел од леда на свету. Од тада, хотел се гради сваке године и отворен је сезонски - од децембра до априла. С пролећа се сав лед топи и поново улива у реку Торне.

## Настанак хотела
Године 1989. јапански уметници су посетили подручје Јукасјервија и направили изложбу уметничких дела направљених од леда. Годину дана касније, француски уметник Жано Дери (фр. Jannot Derid ), одржао је изложбу у иглоу у облику цилиндра у истој области. Једне вечери, у граду није било слободних соба и посетиоци су питали да ли могу да преноће у холу у коме се одржала изложба. Спавали су у врећама за спавање, на кожи ирваса. То су били први гости тадашњег хотела. Оснивач хотела је Ингве Бергквист (шве. Yngve Bergkvist).

## Изградња хотела
Ледени хотел се гради од ледених блокова из реке Торне. Да би се изградио хотел потребно је око 10.000 t леда и 30.000 t снега. Изградња почиње средином новембра, а почетком децембра се отвара један део хотела. Све просторије су изграђене до почетка јануара. Хотел располаже следећим просторијама: рецепција, главна дворана, црква, бар, собе и апартмани који примају преко 100 гостију. Сав намештај и све просторије су направљене од леда, чак су и чаше у бару направљене од леда. Температура у хотелу је око -5°C.
Сваке године у изградњи хотела учествују различити уметници који се баве прављењем скулптура од леда, па тако хотел сваке године има јединствен и непоновљив изглед. Учесници у изградњи хотела су уметници, дизајнери, инжењери и архитекте. Учесници се бирају на конкурсу и на самој изградњи хотела. Сваке године се изнова праве и фигуре од леда. Сваке зиме број посетилаца из целога света достиже и до 50.000, а посебно је атрактивно венчање у цркви у леденом хотелу.

## Просторије

### Ледена црква
Ледена црква, којом руководе скупштина Јукасјервија и Шведска црква, настала је као резултат блиске сарадње између скупштине Јукасјервија и Леденог хотела. 
Сваке године Ледена црква држи богослужење за Божић. У току једне сезоне у Леденој цркви венча се око 140 парова, а крсти се око двадесетак деце. Церемонију венчања у Леденој цркви карактеришу хладноћа, тишина и а капела певање.

### Апартмани
Аbsinthe minded (Апсинт мајндед) је луксузни апартман изграђен поводом прославе 23. рођендана хотела. Овај апартман је дело двеју уметница, Ћосе Гусфош (шве. Tjåsa Gusfors) и Улрике Талвинг (шве. Ulrika Tallving). Оне су већ познате тиму Леденог хотела. Ћоса је први пут дизајнирала за Ледени хотел 2000. године. Улрика Талвинг сарађује са хотелом по први пут 2008. године.
Уметнице овај апартман описују као ’’место које нас води у свет луксуза и снова...’’, и ’’...мистични простор без оштрих углова, али зачињен поезијом и мешавином бајки.’’
Легат реке (енг. Legacy of the River) је футуристички апартман од леда инспирисан Дизнијевим остварењем Трон: Легат (енг. Tron: Legacy). Апартман су дизајнирали и саградили британски дизајнери Бен Русо (енг. Ben Rousseau) и Ијан Даглас-Џоунс (енг. Ian Douglas-Jones). Легат реке је један од 19 јединствених уметничких апартмана Леденог хотела. За апартман је искоришћена посебна технологија, која никада раније није била виђена у историји хотела дугој 20 година. Намера дизајнера била је да се прикаже динамичност и суштина филма у светски познатом Леденом хотелу.

### Ледени бар
Акционарско друштво Леденог хотела тражило је 90-их година одговарајуће партнере, те је Ингве Бергквист дошао на идеју Абсолут водке. Због тога је први Абсолут ледени бар отворен 1994. године у Јукасјервију. Данас тај концепт постоји у три града: Лондону, Стокхолму и Јукасјервију. 
Гости у баровима добијају вотку у чашама од леда из реке Торне. Ово пиће често се описује као пиће "in the rocks". Ледене чаше се испоручују из производне дворане у Јукасјервију.

## Галерија
- Прикупљање леда за изградњу хотела на реци Торне
- Абсолут ледени бар
- Ледена црква
- Унутрашњост хотела
- Почетак топљења хотела